# Split Sea Wolves
Gli Split Sea Wolves sono una squadra di football americano, di Spalato, in Croazia, fondata nel 2008.
Hanno vinto due titoli nazionali.

## Dettaglio stagioni

### Tornei

#### Tornei nazionali

##### Campionato

###### HFL
| Stagione | regular season | regular season | regular season | regular season | regular season | regular season | playoff | playoff | playoff | playoff | playoff | playoff    | playoff         |
|          | Vin            | Par            | Per            | Tot            | PF             | PS             | Vin     | Per     | Tot     | PF      | PS      | risultato  | avversaria      |
| -------- | -------------- | -------------- | -------------- | -------------- | -------------- | -------------- | ------- | ------- | ------- | ------- | ------- | ---------- | --------------- |
| 2015     | 2              | 0              | 1              | 3              | 27             | 25             | 0       | 1       | 1       | 0       | 13      | Semifinale | Osijek Cannons  |
| 2016     | 2              | 0              | 1              | 3              | 61             | 49             | 2       | 0       | 2       | 48      | 6       | Campioni   | Osijek Cannons  |
| 2017     | 2              | 0              | 1              | 3              | 78             | 40             | 2       | 0       | 2       | 17      | 10      | Campioni   | Zaprešić Saints |
| 2018     | 3              | 0              | 1              | 4              | 71             | 35             | 0       | 1       | 1       | 13      | 16      | CroBowl    | Zagreb Patriots |
| Totale   | 9              | 0              | 4              | 13             | 237            | 149            | 4       | 2       | 6       | 78      | 45      |            |                 |

Fonti: Enciclopedia del Football - A cura di Roberto Mezzetti

#### Tornei internazionali

##### Alpe Adria Football League
| Stagione | regular season | regular season | regular season | regular season | regular season | regular season | playoff | playoff | playoff | playoff | playoff | playoff   | playoff    |
|          | Vin            | Par            | Per            | Tot            | PF             | PS             | Vin     | Per     | Tot     | PF      | PS      | risultato | avversaria |
| -------- | -------------- | -------------- | -------------- | -------------- | -------------- | -------------- | ------- | ------- | ------- | ------- | ------- | --------- | ---------- |
| 2014     | 1              | 1              | 5              | 7              | 50             | 223            | -       | -       | -       | -       | -       | -         | -          |
| Totale   | 1              | 1              | 5              | 7              | 50             | 223            | -       | -       | -       | -       | -       |           |            |

Fonti: Enciclopedia del Football - A cura di Roberto Mezzetti

## Palmarès
- 2 CroBowl (2016, 2017)